# Maryam Qaasim
Maryam Qassim (en somali : Maryam Qasim Axmed et en arabe : مريم قاسم), est une personnalité politique somalienne. Présidente du parti Tayo, elle a notamment été ministre du Développement humain et des Services publics de Somalie de novembre 2012 à janvier 2014.

## Biographie

### Jeunesse, formation et profession
Maryam Qassim est née dans une famille de Brava. Médecin de formation, obstétricienne et gynécologue, elle a exercé dans plusieurs pays : Somalie, Yémen, Pays-Bas et Royaume-Uni. Elle est également enseignante à l'université. C'est une conférencière recherchée au niveau international (Oslo, novembre 2015).

### Activités politiques
En 2010, elle devient ministre des femmes et des affaires familiales au sein du gouvernement fédéral de transition de Mohamed Abdullahi Mohamed (Famajo). En 2012, elle est nommée ministre du développement humain et des services publics de Somalie au sein du gouvernement fédéral de Somalie.
En avril 2012, elle prend la présidence du parti politique Tayo.